# Cerura erminea
Cerura erminea là một loài bướm đêm thuộc họ Notodontidae. Nó được tìm thấy ở châu Âu.

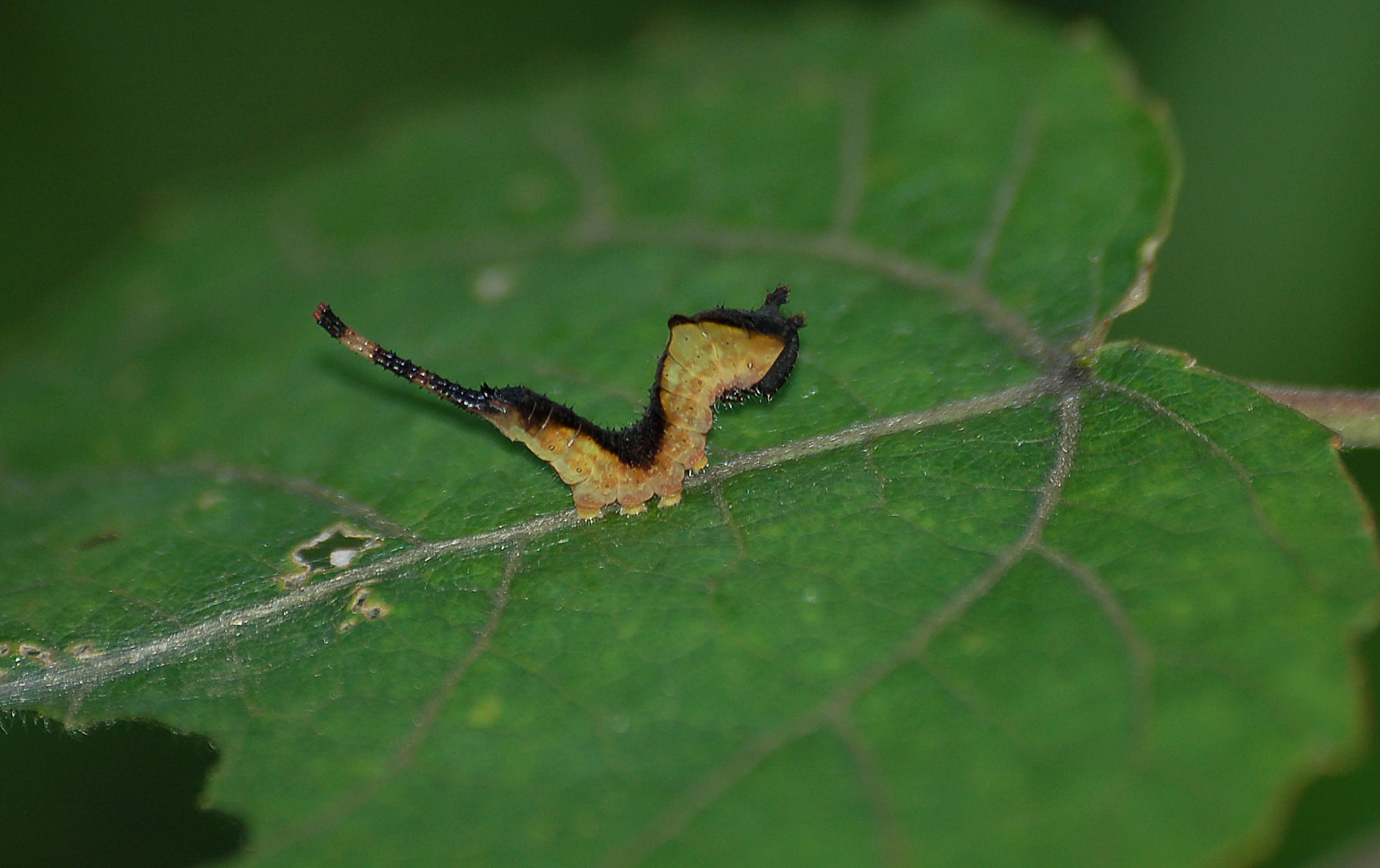
Sâu bướm

Chiều dài cánh trước là 30–38 mm đối với con cái và 25–30 mm đối với con đực. Con trưởng thành bay từ tháng 5 đến tháng 7 tùy theo địa điểm.
Ấu trùng ăn liễu và dương.

## Hình ảnh

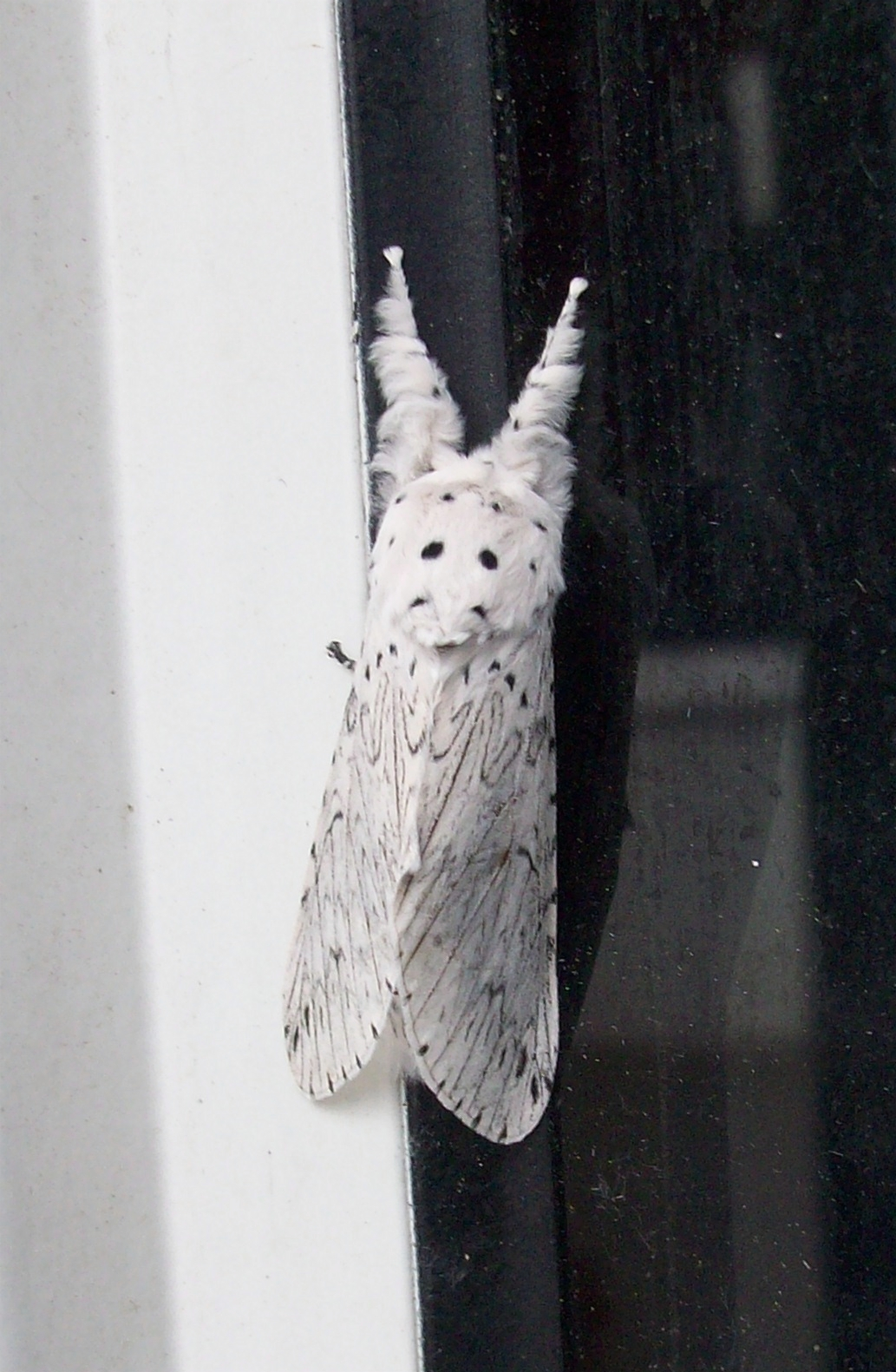
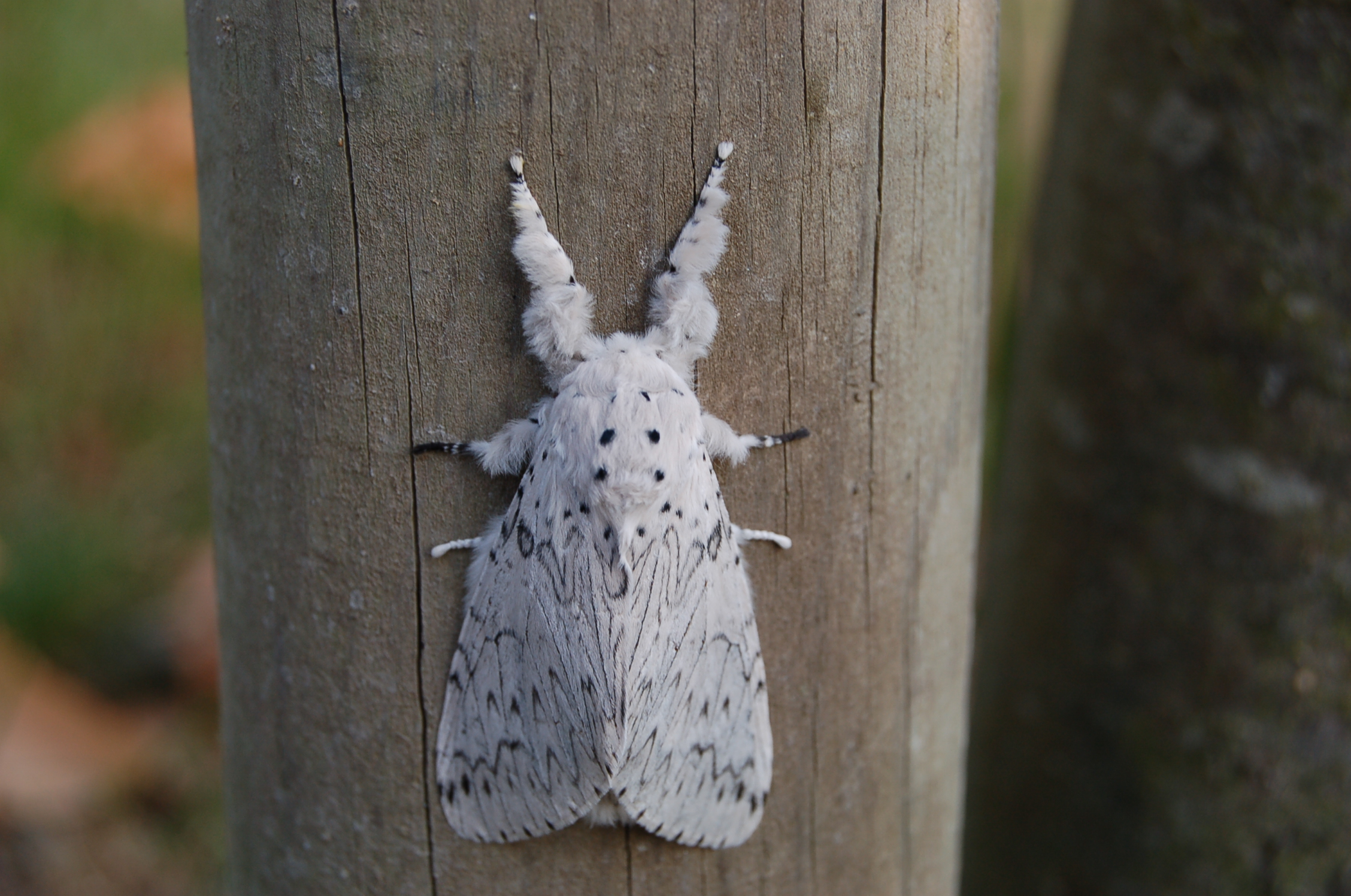
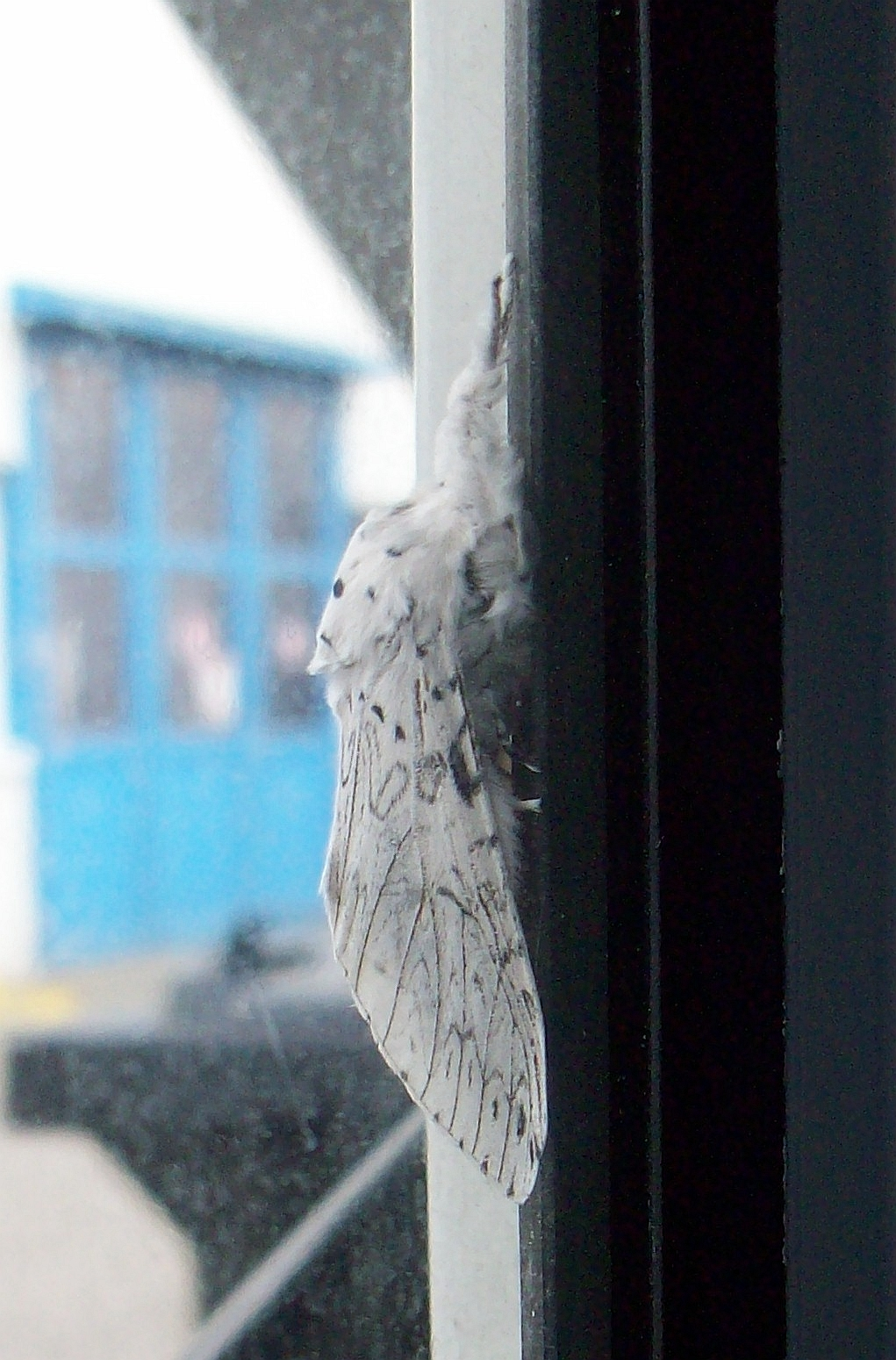